# Haapajärvi (sjö i Itis, Kymmenedalen)
Haapajärvi är en sjö i kommunen Itis i landskapet Kymmenedalen i Finland. Sjön ligger 79,5 meter över havet. Arean är 90 hektar och strandlinjen är 9,06 kilometer lång. Sjön  ingår i Kymmene älvs huvudavrinningsområde.   Den ligger omkring 78 km nordväst om Kotka och omkring 120 km nordöst om Helsingfors. 
I sjön finns ön Haapasaari. 